# Scharwoude
Scharwoude (52° 37′ N, 5° 01′ L) é uma cidade dos Países Baixos, na província de Holanda do Norte. Scharwoude pertence ao município de Koggenland, e está situada a 5 km southwest of Hoorn.
Em 2001, a cidade de Scharwoude tinha 293 habitantes. A área urbana da cidade é de 0.051 km², e tem 141 residências.
A área de Scharwoude, que também inclui as partes periféricas da cidade, bem como a zona rural circundante, tem uma população estimada em 500 habitantes.